# Opcja egzotyczna
Opcja egzotyczna to rodzaj opcji finansowej o bardziej złożonej strukturze niż tradycyjne opcje kupna i sprzedaży. 
Prosta kupna lub sprzedaży, typu europejskiego lub amerykańskiego nie jest uznawana za egzotyczne i jest nazywana opcją 
waniliową (ang. plain vanilla option). 

## Cechy opcji
Opcja egzotyczna ma jedną lub więcej z następujących cech:
- Wypłata w terminie zapadalności zależy nie tylko od wartości instrumentu bazowego w terminie zapadalności ale od ścieżki po której poruszała się cena (ang. path dependence), np. opcje azjatyckie których cena wykonania odnosi się do średniej cen z danego okresu, opcje lookback których cena wykonania zależy od maksimum lub minimum ceny w danym okresie, opcja barierowa typu knock-in która zaczyna istnieć po osiągnięciu danej ceny, opcja barierowa typu knock-out która przestaje istnieć po osiągnięciu pewnego poziomu ceny. W opcjach tego typu cena wykonania bywa nieustalona, czego przykładem są opcje drabinowe[1].
- Wypłata opcji zależy od więcej niż jednego indeksu cen, np. opcje koszykowe, których cena zależy od średniej koszyka instrumentów finansowych, opcje spread na różnicę pomiędzy instrumentami.
- Sposób rozliczenia opcji różni się w zależności od wielkości wypłaty opcji w momencie wygaśnięcia, np. opcja rozliczana z dostawą instrumentu finansowego w zależności o ceny wykonania
- Cena wykonania jest podana w innej walucie niż cena instrumentu bazowego np. opcje typu quanto rozliczane w innej walucie po z góry określonym kursie.

## Opcje egzotyczne w praktyce
Proste instrumenty takie jak obligacje zamienne z opcją przedterminowego wykupu są instrumentami finansowy z wbudowaną opcją egzotyczną w tym przypadku jako opcja na akcję z barierą zależną od stopy procentowej długu emitenta. 

## Obrót opcjami
Obrót opcjami egzotycznymi odbywa się na rynku pozagiełdowym, choć niektóre znajdują się na giełdach (na przykład na New York Mercantile Exchange znajdują się opcje spreadowe). 
Uczestnikami tego rynku w głównej mierze są:
- zaawansowani  inwestorzy zarządzający aktywami np. fundusze hedgingowe
- dealerzy instrumentów pochodnych
- instytucje niefinansowe (na przykład przedsiębiorstwa)

Obrót opcjami egzotycznymi stanowi tylko 15% wolumenu obrotu opcjami, podczas gdy zysk z tych transakcji stanowi około 50% zysku ogółem. Są więc bardziej dochodowe, wiąże się to z tym, że premie uzyskiwane przy ich sprzedaży są większe od opcji tradycyjnych.

## Podział opcji egzotycznych
- opcje pojedyncze
  - opcja binarna
  - opcja o uwarunkowanej premii
  - opcja z odstępem
- opcje elastyczne
  - opcja bermudzka
  - opcja o opóźnionym starcie
  - opcja ratalna
  - opcja wyboru
- opcje uwarunkowane
  - opcja azjatycka
  - opcja barierowa
  - opcja drabinowa
  - opcja na okrzyk
  - opcja wsteczna
  - opcja zapadkowa